# Liste der Monuments historiques in Ploemeur
Die Liste der Monuments historiques in Ploemeur führt die Monuments historiques in der französischen Gemeinde Ploemeur auf.

## Liste der Bauwerke
| Bezeichnung             | Beschreibung | Standort                               | Kennzeichnung | Schutzstatus | Datum | Bild |
| ----------------------- | ------------ | -------------------------------------- | ------------- | ------------ | ----- | ---- |
| Kapelle Ste-Anne        |              | Rue Sainte-Anne Rue Saint-Deron (Lage) | PA00091487    | Inscrit      | 1944  |      |
| Cité provisoire de Soye |              | (Lage)                                 | PA56000079    | Inscrit      | 2016  |      |
| Wegekreuz               |              | Kerduélic (Lage)                       | PA00091489    | Inscrit      | 1928  |      |
| Wegekreuz               |              | Kerduélic (Lage)                       | PA00091488    | Inscrit      | 1928  |      |
| Kreuz von Kervegan      |              | Kerduélic (Lage)                       | PA00091490    | Inscrit      | 1937  |      |

## Liste der Objekte
- Monuments historiques (Objekte) in Ploemeur in der Base Palissy des französischen Kultusministeriums